# اختبار إف (علم الإحصاء)
اختبار إف (F-test) هو طريقة إحصائية تُستخدم لمقارنة تباينات مجموعتين أو أكثر من البيانات. يُعد هذا الاختبار أساسيًا في تحليل التباين (ANOVA)، والذي يهدف إلى تحديد ما إذا كانت هناك اختلافات معنوية بين المتوسطات في عدة مجموعات. اختبار إف مفيد خصوصًا عندما تكون هناك حاجة إلى فهم العلاقة بين المتغيرات الكمية وتأثير المتغيرات الفئوية عليها. تم تطويره في العشرينيات من القرن العشرين، وهو يعتبر من الأدوات الإحصائية الأساسية في مجالات البحث العلمي والتجريبي.

## مبدأ عمل اختبار إف
يقوم مبدأ اختبار إف على مقارنة النسب بين تباينات مجموعتين أو أكثر من البيانات. تُحسب قيمة إف (F-value) عن طريق قسمة تباين بيانات المجموعة، والذي يعكس الفروق بين مجموعات البيانات، على تباين داخل المجموعة، والذي يعكس التباين داخل كل مجموعة. إذا كانت قيمة إف كبيرة، فهذا يشير إلى أن الفروق بين المتوسطات كبيرة بما يكفي لتكون معنوية إحصائياً مقارنة بالتباين داخل المجموعات.

## تطبيقات اختبار إف
تتنوع تطبيقات اختبار إف في العديد من المجالات العلمية والبحثية. من أهم هذه التطبيقات:
1. تحليل التباين (ANOVA): يُستخدم اختبار إف في ANOVA لمقارنة المتوسطات بين ثلاث مجموعات أو أكثر لتحديد إذا كان هناك فرق معنوي بينها.
2. تحليل الانحدار: يُستخدم لتقييم مدى ملاءمة نماذج الانحدار المتعدد وتحديد الفروق بين متغيرات النموذج.
3. التحقق من تجانس التباينات: قبل إجراء ANOVA، قد يتم استخدام اختبار إف للتحقق من تجانس التباينات بين المجموعات، وهو شرط أساسي لتطبيق ANOVA.

## شروط استخدام اختبار إف
لضمان صحة نتائج اختبار إف، يجب تحقيق عدة شروط، منها:
1. التوزيع الطبيعي للبيانات: يجب أن تتبع البيانات في كل مجموعة توزيعًا طبيعيًا.
2. تجانس التباينات: يجب أن تكون التباينات بين المجموعات متجانسة.
3. استقلالية العينات: يجب أن تكون البيانات مستقلة، بمعنى أن قياسات المجموعة الواحدة لا تؤثر على قياسات المجموعة الأخرى.

## خطوات إجراء اختبار إف
إجراء اختبار إف يتضمن الخطوات التالية:
1. تحديد الفرضيات: تحديد الفرضية الصفرية (H0) التي تنص على عدم وجود فروق معنوية بين المتوسطات، والفرضية البديلة (H1) التي تنص على وجود فروق معنوية.
2. حساب قيمة إف: استخدام البيانات لحساب قيمة إف وفقًا للصيغ الإحصائية.
3. المقارنة مع القيمة الحرجة: مقارنة قيمة إف المحسوبة بالقيمة الحرجة من جداول توزيع إف.
4. استنتاج النتائج: تحديد ما إذا كانت الفروق بين المجموعات معنوية إحصائياً بناءً على نتائج المقارنة.

## الاعتبارات النهائية
اختبار إف هو أداة قوية في التحليل الإحصائي توفر فهمًا عميقًا للعلاقات بين المتغيرات في مختلف المجالات العلمية. ومع ذلك، يجب استخدامه بحذر، مع الأخذ بعين الاعتبار شروط تطبيقه والقيود المحتملة لضمان دقة النتائج.